# Port Authority Bus Terminal

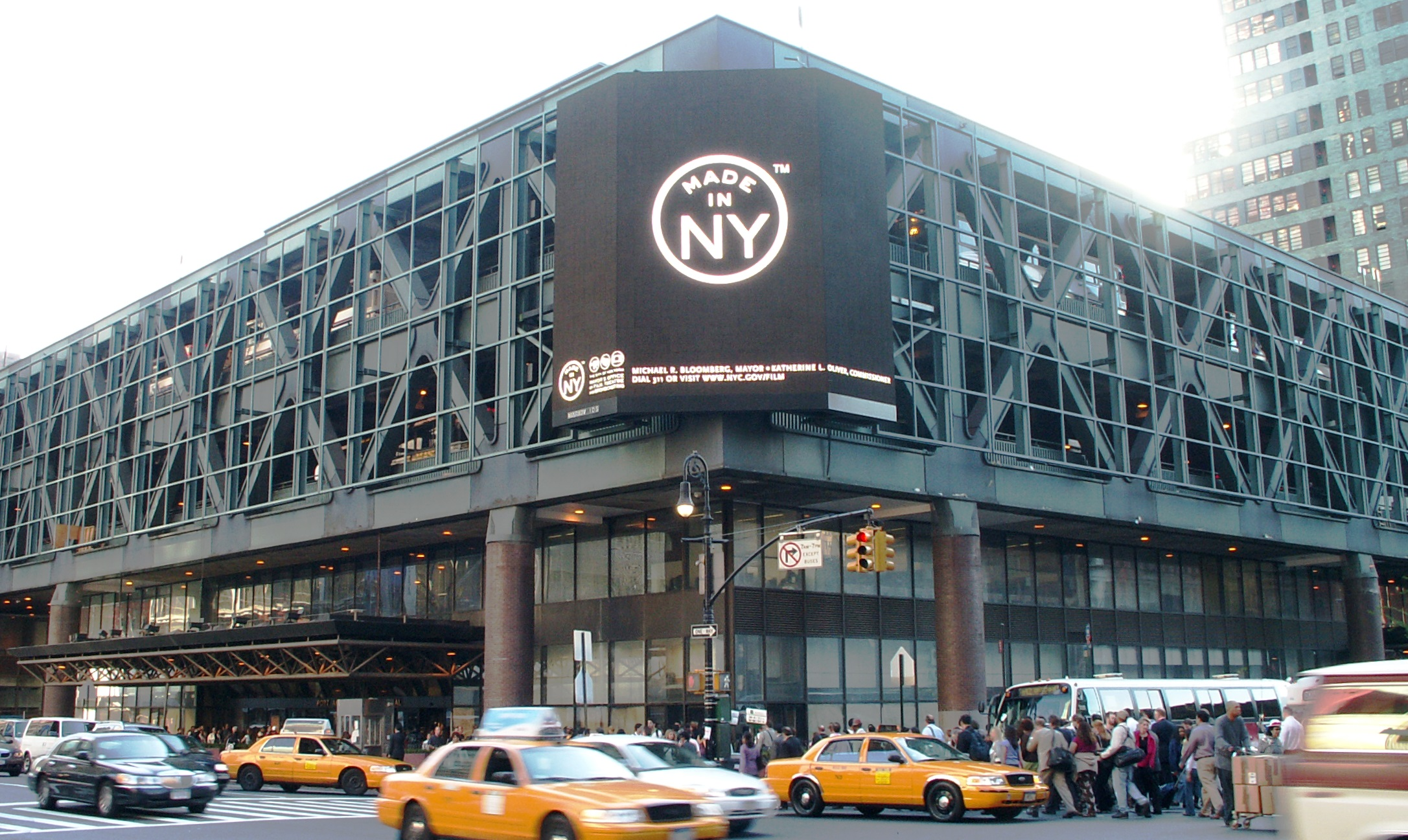
Le Port Authority Bus Terminal.

Le Port Authority Bus Terminal est le principal terminal de bus de l'arrondissement de Manhattan, à New York. Il est géré par la Port Authority of New York and New Jersey (PANYNJ).
Le terminal de bus est un grand bâtiment localisé à Midtown, à un bloc à l'ouest de Times Square, entre le 8th Avenue et le 9th Avenue, et entre la 40th street et la 42nd street. Le terminal sert aussi de terminus et de point de départ aux bus de banlieue, et notamment à ceux qui opèrent dans le New Jersey, ainsi qu'à des compagnies comme Greyhound ou Peter Pan. 
De nombreuses lignes du métro de New York sont directement connectés au terminal. Le terminal comporte en outre environ 7 200 bus et dessert environ 200 000 personnes de jour ouvrable. Environ 3 milliards de passagers ont utilisé le Port Authority Bus Terminal depuis son ouverture en 1950.
En novembre 2008, un vote effectué sur internet classe le bâtiment comme le cinquième édifice le plus laid au monde.